# Béla Nagy (Bogenschütze)
Béla Nagy (* 27. Juli 1943 in Budapest) ist ein ehemaliger ungarischer Bogenschütze.
Nagy startete für Tipográfia Torna Egylet. Er nahm an zwei Olympischen Spielen teil: 1972 in München beendete er den Wettkampf im Bogenschießen auf Rang 34 und bei den Spielen 1980 in Moskau verpasste er als Fünfter nur knapp die Medaillen.